# Psellis
Psellis là một chi bọ cánh cứng trong họ 
Elateridae.
Chi này được miêu tả khoa học năm 1868 bởi Candèze.

## Các loài
Các loài trong chi này gồm:
- Psellis promiscua Erichson, 1841
- Psellis promiscuus (Erichson, 1860)